# Ranunculus hispidus
Ranunculus hispidus är en ranunkelväxtart som beskrevs av André Michaux. Ranunculus hispidus ingår i släktet ranunkler, och familjen ranunkelväxter.

## Underarter
Arten delas in i följande underarter:
- R. h. caricetorum
- R. h. nitidus

## Bildgalleri

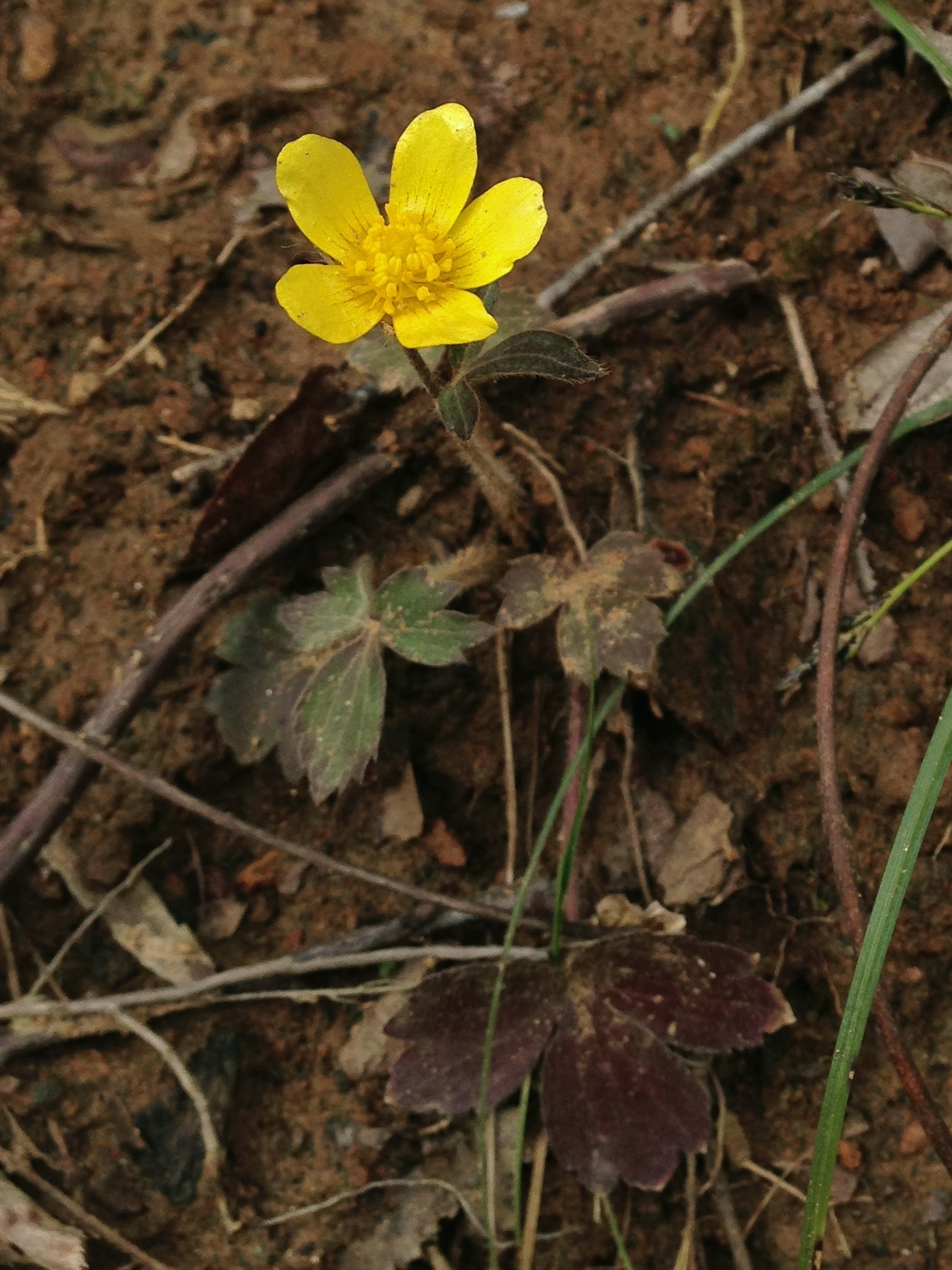
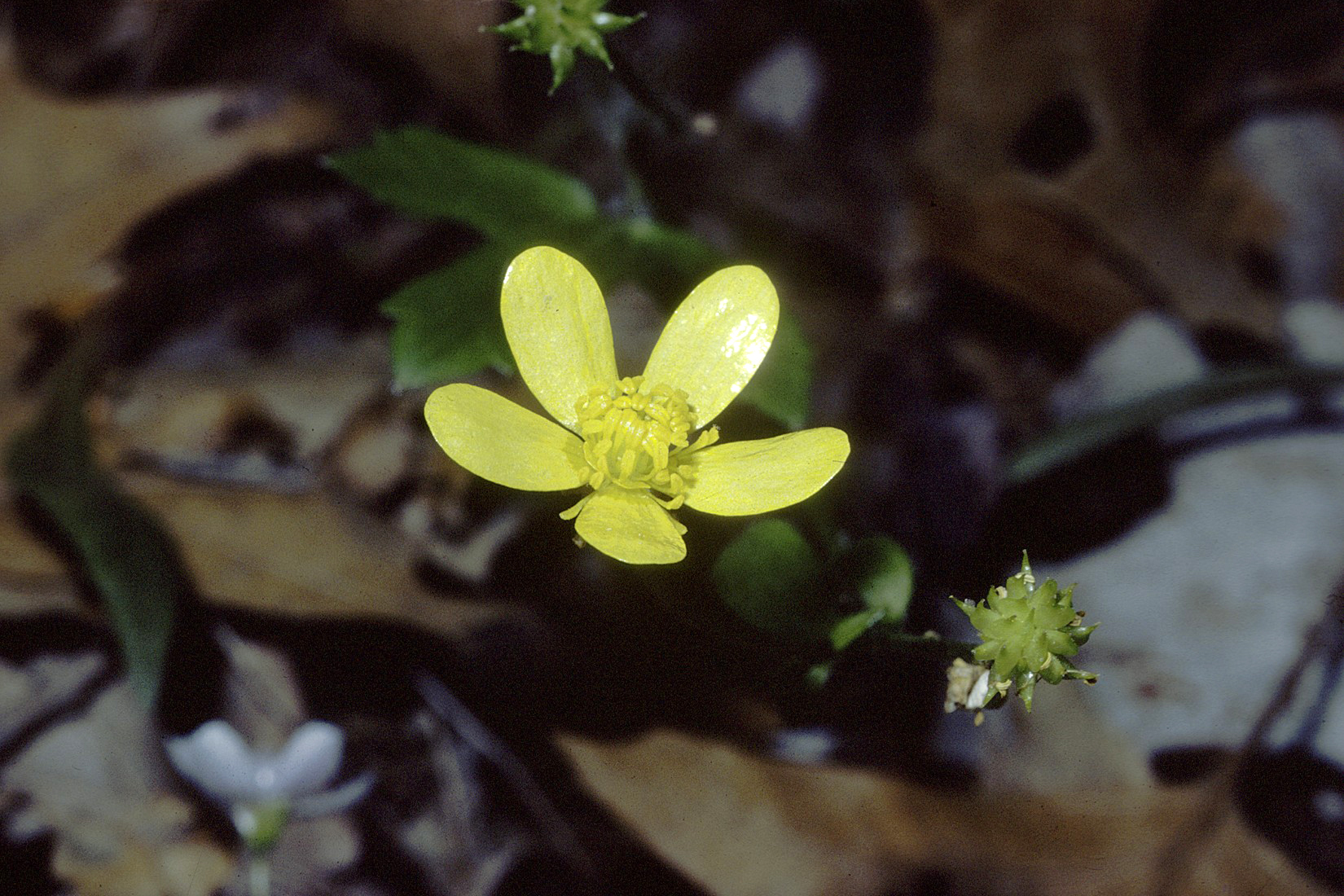
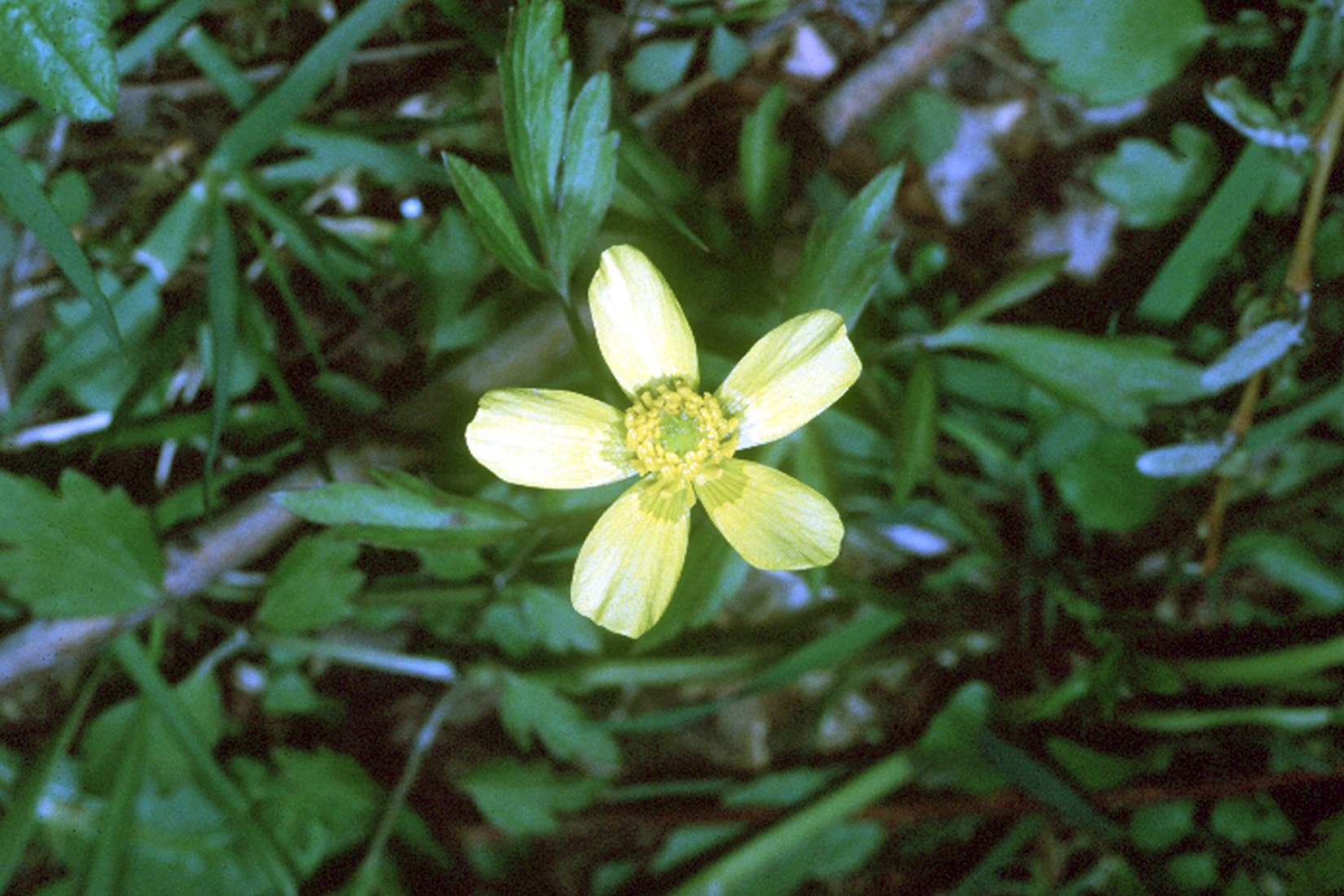
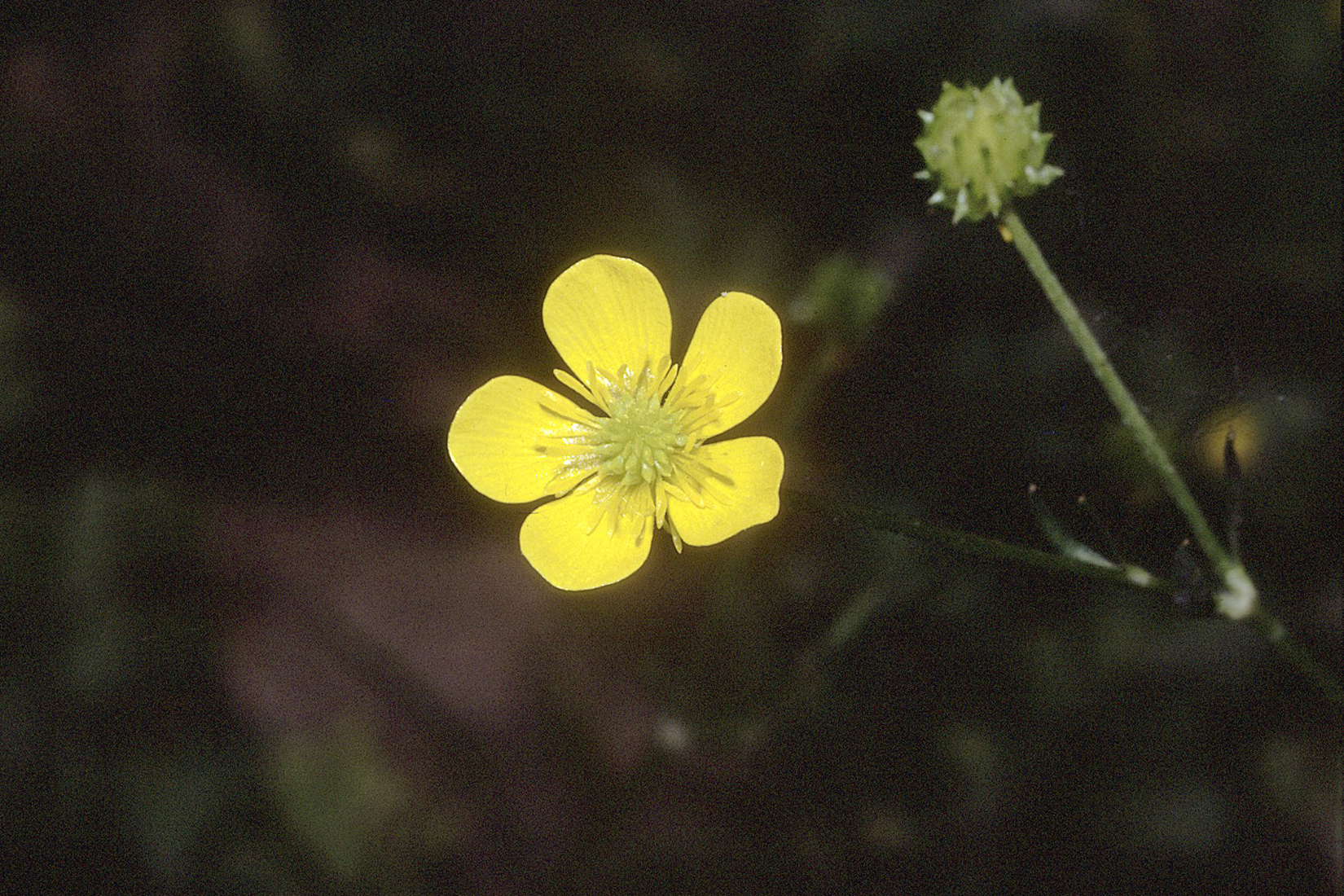
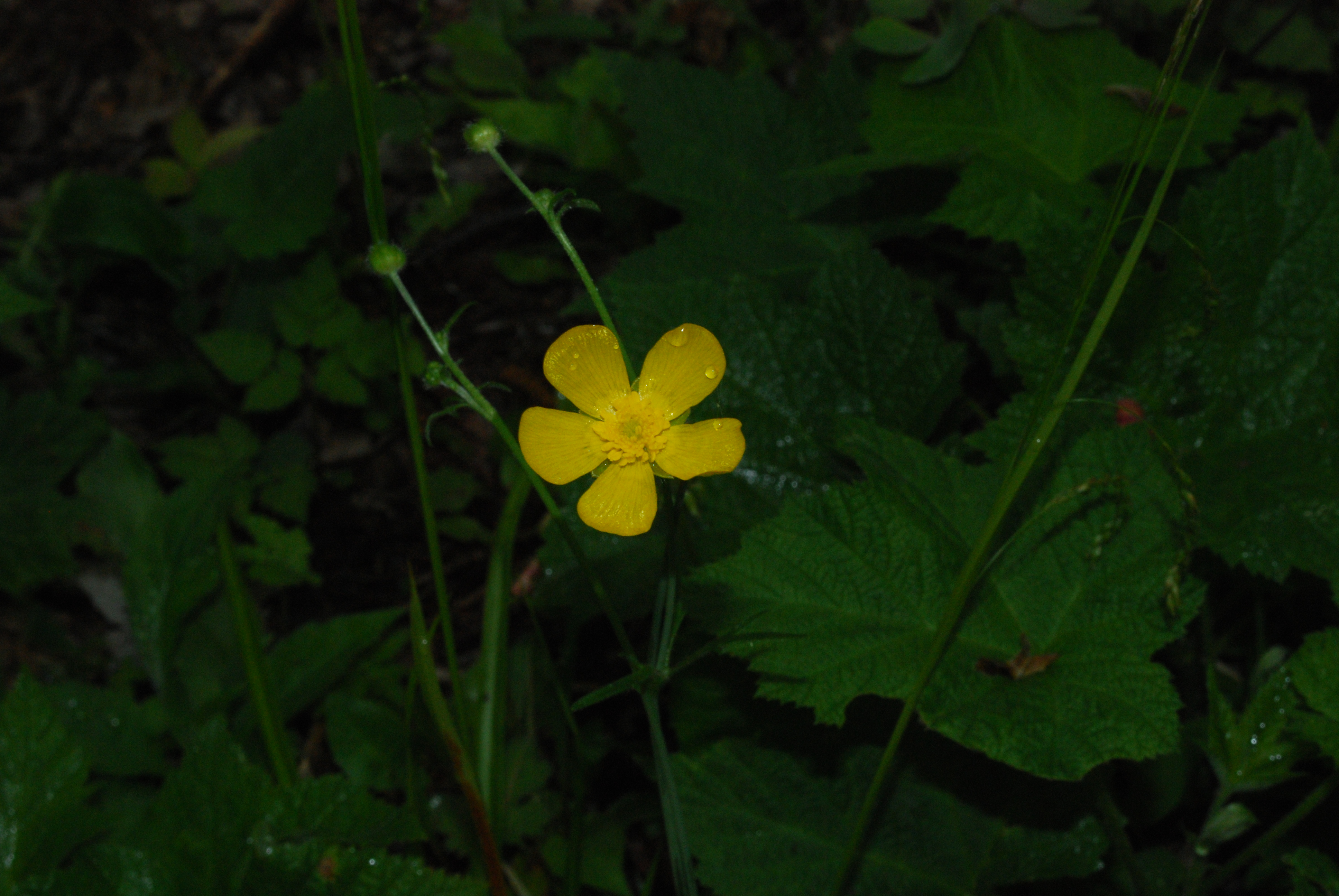